# Iulie 2007
Acest articol este generat integral pe baza informațiilor din articolul 2007 și este actualizat periodic de un robot.
 Editările făcute în articol vor fi șterse la următoarea actualizare! Dacă doriți să faceți modificări, editați articolul-sursă.

ianuarie -
februarie -
martie -
aprilie -
mai -
iunie -
iulie -
august -
septembrie -
octombrie -
noiembrie -
decembrie
Iulie 2007 a fost a șaptea lună a anului și a început într-o zi de duminică.

## Evenimente
- 1 iulie: Portugalia preia președinția Consiliului Uniunii Europene de la Germania.
- 1 iulie: Ciclistul Dan Anghelache câștigă Turul României 2007. Victorie românească după 10 ani.
- 1 iulie: Pe stadionul Wembley are loc un concert pentru comemorarea a 10 ani de la decesul prințesei Diana.
- 4 iulie: Orașul rusesc Soci este ales oraș-gazdă a Jocurilor de iarnă din 2014.
- 7-29 iulie: Începe Turul Franței. Startul ediției se dă la Londra.
- 7 iulie: Concertele Live Earth se desfășoară în 9 orașe mari din întreaga lume pentru a crește gradul de conștientizare a mediului.
- 7 iulie: Atentat sinucigaș cu mașină capcană comis în piața orașului Emerli, la 130 km de Kirkuk, în nordul Irakului. Cel puțin 105 persoane au fost ucise și 250 rănite.
- 8 iulie: Elvețianul Roger Federer câștigă turneul de tenis de la Wimbledon pentru a cincea oară consecutiv, egalând recordul deținut de Björn Borg.
- 9 iulie: În Argentina mai multe orașe au fost afectate de furtuni de zăpadă și viscole, într-o țară în care acest fenomen meteorologic este foarte rar. A fost pentru a treia oară când un fenomen de genul asta s-a întâmplat în Argentina. Prima dată a fost în 1912, iar cea de-a doua a fost în 1918.[1][2] Mulțimi de oameni s-au adunat pe străzi și parcurile din toată țara pentru a experimenta zăpada, pentru cei mai mulți pentru prima dată în viața lor.
- 17 iulie: Concert Rolling Stones la București, pe stadionul Lia Manoliu.
- 18 iulie: Un Airbus A-320, al companiei LATAM Airlines Brasil, s-a lovit de o clădire a aeroportului Congonhas din Sao Paulo, incident în urma căruia au murit 200 de oameni.
- 19 iulie: Pratibha Patil este aleasă prima femeie președinte al Indiei; a depus jurămîntul pe 25 iulie 2007.
- 22 iulie: Au loc alegeri parlamentare în Turcia.
- 23 iulie: Ministrul Sănătății, Eugen Nicolăescu, anunță instituirea codului roșu din cauza temperaturilor ridicate pentru municipiul București și județele Giurgiu, Ilfov, Teleorman, Olt și Dolj, după ce, timp de două zile consecutive s-au înregistrat temperaturi de +41 grade Celsius.

## Decese

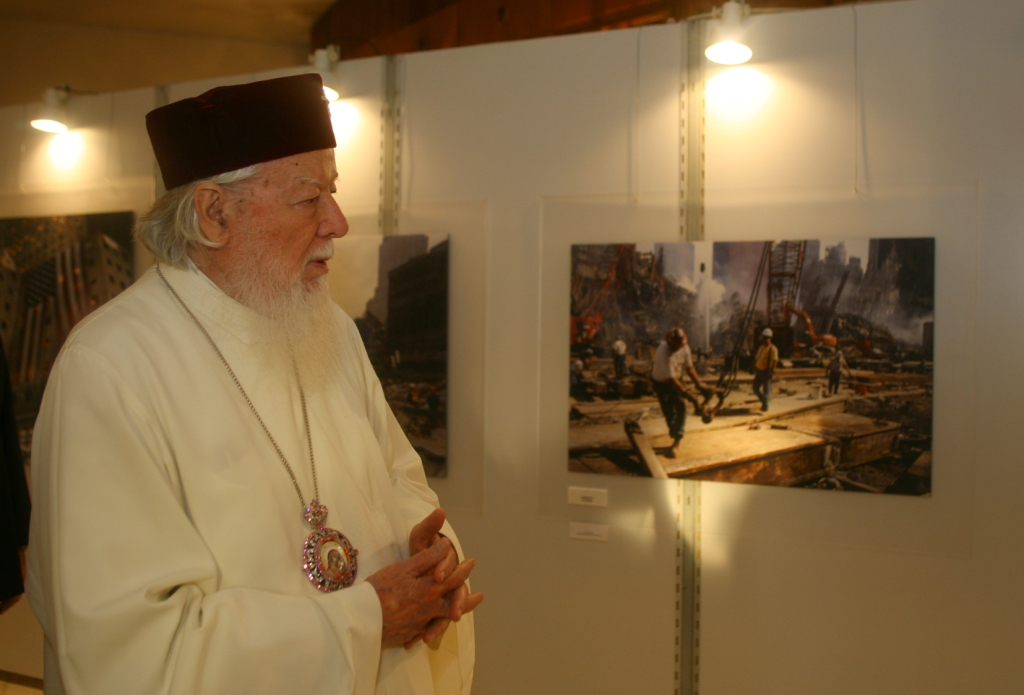
Patriarhul Teoctist

- 5 iulie: Marko Babić, 42 ani, ofițer în armata croată (n. 1965)
- 5 iulie: Jean Grosu, 87 ani, traducător român (n. 1919)
- 5 iulie: Marko Babić, 42 ani, ofițer croat (n. 1965)
- 5 iulie: Kerwin Mathews, 81 ani, actor american (n. 1926)
- 5 iulie: Marko Babić, soldat croat (n. 1965)
- 6 iulie: Evhen Popovîci (n. Evhen Oksentovîci Popovîci), 77 ani, traducător ucrainean (n. 1930)
- 7 iulie: Donald Michie, 83 ani, cercetător britanic în inteligență artificială (n. 1923)
- 8 iulie: Paul Cornel Chitic, 63 ani, scriitor român (n. 1944)
- 8 iulie: Chandra Shekhar (n. Chandra Shekhar Singh), 80 ani, prim-ministru al Indiei (1990-1991), (n. 1927)
- 9 iulie: Esteban Areta, 75 ani, fotbalist profesionist și antrenor român (n.  1932)
- 9 iulie: Nicolae Proca, 81 ani, fotbalist și antrenor român (n. 1925)
- 9 iulie: Nicolae Proca, fotbalist român (n. 1925)
- 10 iulie: Răzvan Givulescu, 86 ani, geolog român (n. 1920)
- 11 iulie: Lady Bird Johnson, 94 ani, Prima Doamnă a Statelor Unite ale Americii (1963-1969), (n. 1912)
- 11 iulie: Josef Zirenner, 92 ani, germanist român (n. 1915)
- 12 iulie: Blaga Aleksova, 85 ani, arheologă macedoneană (n. 1922)
- 12 iulie: Nicolae Ciachir, 79 ani, istoric român (n. 1928)
- 12 iulie: Nicolae Moldoveanu, 85 ani, compozitor român (n. 1922)
- 17 iulie: Enrico Accatino, 86 ani, artist plastic italian (n.  1920)
- 20 iulie: Spiridon Mocanu, 75 ani, dansator sovietic și moldovean (n. 1932)
- 20 iulie: Kai Siegbahn (n. Kai Manne Börje Siegbahn), 89 ani, fizician suedez laureat al Premiului Nobel (1981), (n. 1918)
- 21 iulie: Gheorghe David, 63 ani, disident, inginer din R. Moldova (n. 1943)
- 22 iulie: Ulrich Mühe, 54 ani, actor german (n. 1953)
- 23 iulie: Ernst Otto Fischer, 88 ani, chimist german, laureat al Premiului Nobel (1973), (n. 1918)
- 23 iulie: George Tabori, 93 ani, dramaturg britanic de etnie evreiască (n. 1914)
- 24 iulie: Thorstein Aaby, 36 ani, chitarist norvegian (n. 1971)
- 25 iulie: Valentin Arsenie, 81 ani, general român (n. 1926)
- 27 iulie: Victor Frunză, 72 ani, scriitor român (n. 1935)
- 28 iulie: Isidore Isou (n. Ioan-Isidor Goldstein), 82 ani, scriitor francez de etnie evreiască (n. 1925).
- 29 iulie: Dumitru Pricop, 54 ani, scriitor și jurnalist român (n. 1943)
- 30 iulie: Michelangelo Antonioni, 94 ani, regizor italian de film (n. 1912)
- 30 iulie: Teoctist Arăpașu (n. Toader Arăpașu), 92 ani, patriarh al Bisericii Ortodoxe Române (n. 1915)
- 30 iulie: Ingmar Bergman (n. Ernst Ingmar Bergman), 89 ani, regizor suedez (n. 1918)